# Lethata herbacea
Lethata herbacea es una especie de polilla del género Lethata, orden Lepidoptera.
Fue descrita científicamente por Meyrick en 1931.

## Descripción
Su envergadura es de 25 mm.

## Distribución
Se encuentra en Brasil.